# Schlagenthin
Schlagenthin este o comună în Saxonia-Anhalt, Germania